# Dragan Vukoja
Dragan Vukoja (Tenja, 11. ožujka 1969.) hrvatski je nogometni trener i bivši nogometaš. Trenutačno je trener Sesveta.

## Vanjske poveznice
- Profil, Transfermarkt